# IFA W50
IFA W50 byl nákladní automobil vyráběný automobilkou Industrieverband Fahrzeugbau (IFA). Celkem bylo v letech 1965 až 1990 vyrobeno 571 789 vozů tohoto typu v různých variantách. Jeho nástupcem se stal model IFA L60.

## Historie

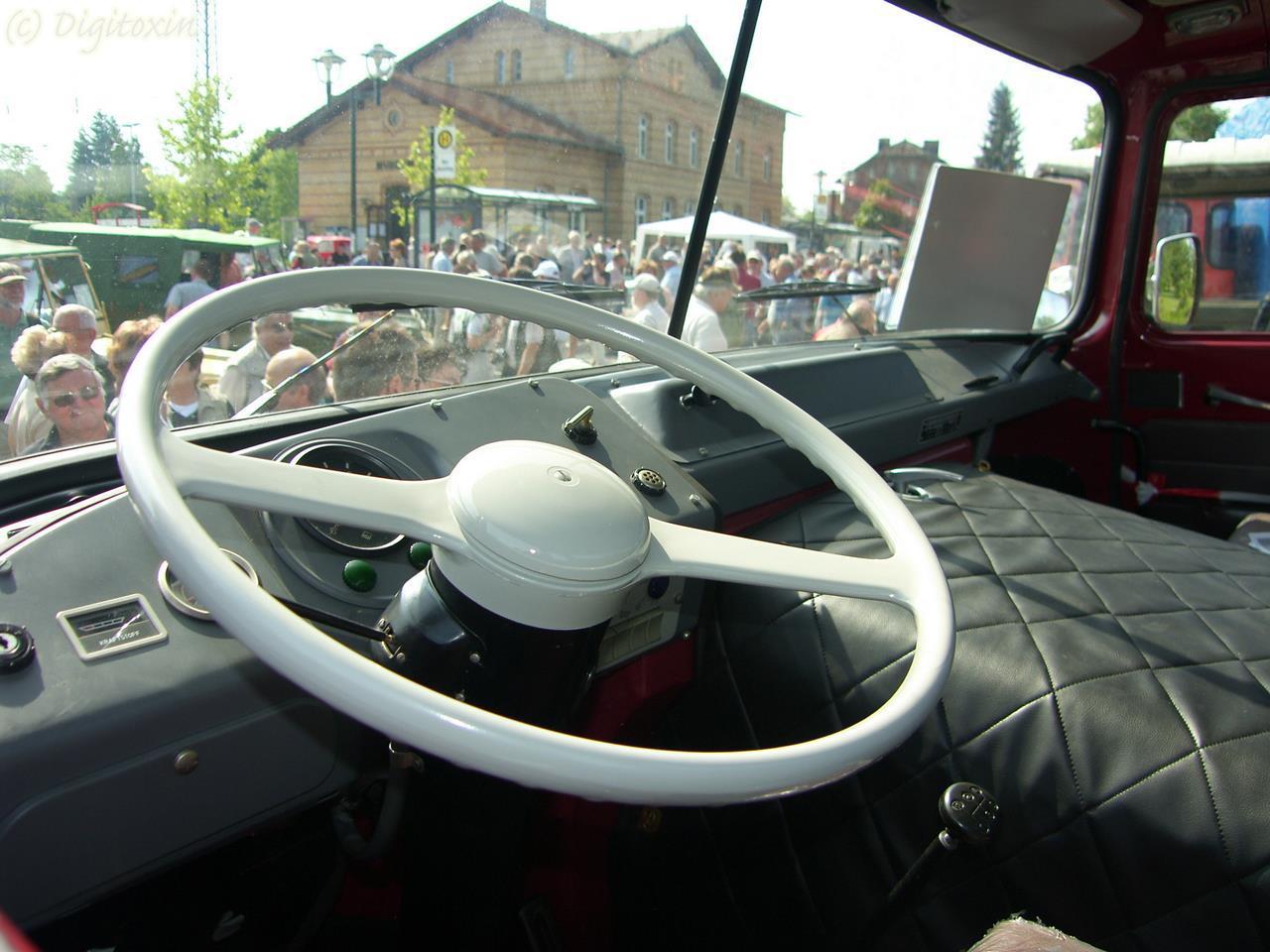
Rané vozy se vyznačovaly minimem přístrojů

V padesátých letech se v NDR vyrábělo poměrně velké množství typů nákladních automobilů, přitom však v relativně malých počtech, což znemožňovalo hospodárnou výrobu. Na zvýšení objemu výroby se však nedostávalo investičních prostředků. Státní plánovací komise hodlala problém vyřešit ukončením výroby větších nákladních automobilů. Jejich potřeba měla být v budoucnu pokryta dovozem ze zemí RVHP. Kromě toho továrna ve Zwickau naléhavě potřebovala uvolnit kapacitu pro osobní automobil Trabant. Důsledkem byl přesun výroby S4000 ze Zwickau do automobilky „Ernst Grube“ ve Werdau, kde byla naopak ukončena výroba větších modelů H6 a G5 (a autobusu H6B). Toto rozhodnutí bylo zvláštní, protože model H6 byl úspěšný v zahraničí. Proti těmto plánům se postavila i Nationale Volksarmee a nakonec prosadila určité navýšení výroby G5. Kromě sériové výroby S 4000-1 ve Werdau zpočátku pokračovaly práce na prototypu S4500 s větším užitečným zatížením, jehož vývoj začal již ve Zwickau. Tyto práce však musely být z rozhodnutí Státní plánovací komise v roce 1961 zastaveny.
Po období nejistoty Walter Ulbricht v březnu 1962 osobně bez konzultace se státní plánovací komisí iniciativně požádal o nový nákladní automobil s pohonem všech kol. Rozhodujícím činitelem byla špatná situace v zemědělské dopravě, která byla projednávána na VII. sjezdu německých zemědělců v březnu 1962. V této souvislosti dostalo zelenou pokračování vývojových prací ve Werdau, přičemž funkční model, nyní známý jako W45, do značné míry odpovídal pozdější sériové verzi. Veřejné představení prototypu před jeho uvedením do sériové výroby bylo na tehdejší dobu neobvyklé. Odborný časopis Kraftfahrzeugtechnik napsal: „Představení W45 LAF veřejnosti již v této fázi, zatímco ostatní vyvíjené projekty jsou stále zahaleny nejhlubším tajemstvím, je cíleno na získání co nejvíce podnětů k zapracování od budoucích uživatelů.“ Již na podzim 1962 byla nosnost zvýšena na 5 tun, čímž se změnilo označení na W50.
V prosinci 1962 došlo k další strategické změně usnesením Rady ministrů, která oddálila zavedení sériové výroby: v Ludwigsfelde měl být postaven zcela nový závod na velkosériovou výrobu W50. Jednalo se o dosud největší investiční projekt východoněmeckého automobilového průmyslu. Nový závod byl projektován na roční produkci 20 000 nákladních vozidel. W50 se tedy nevyráběla ve Werdau, ale v Ludwigsfelde, nicméně označení „W50“ zůstalo. Výroba začala v červenci 1965, zpočátku valníku s pohonem zadních kol. Varianta s pohonem všech kol původně požadovaná Ulbrichtem se začala vyrábět od roku 1968.
Již při uvedení W 50 na trh si zodpovědní činitelé uvědomovali, že šestiválcový motor je v této třídě standardem a že bude mít smysl i u W50 pro rychlý silniční provoz v soupravě s vlekem. V motorárně v Schönebecku však nastaly potíže s dalším vývojem šestiválce IFA G5. V roce 1964 bylo plánováno představení šestiválce pro nástupce W50 v roce 1970, přičemž vývojem byla nyní pověřena motorárna Nordhausen. Ale i zde byly velké politické a technické překážky. Zavedení sériové výroby muselo být znovu a znovu odkládáno a nakonec ho bylo dosaženo až v roce 1987 v podobě modelu IFA L60. U typu W50 byl ale čtyřválcový motor zachován až do ukončení výroby v roce 1990. Design kabiny řidiče, která zůstala do roku 1990 beze změny, se nedal považovat za moderní ani v době zahájení výroby, například v porovnání s typem Mercedes LP 608, představeným ve stejné době.

## Popis
W50 byl nejrozšířenějším nákladním automobilem z bývalé NDR. Vyrobeno bylo 60 různých variant (např. sklápěč, tahač, vojenské a hasičské verze, jeřáb atd.). Kromě standardní kabiny (dvoje dveře, dvě sedadla) existují verze s prodlouženou kabinou (dvoje dveře, čtyři místa a čtyři dveře - dvě křesla a dvoupatrová postel) a dvě verze pro 6 a 10 osob (využíváno jako hasičský special)

## Galerie
Model W50 vznikl v mnoha verzích, téměř pro jakýkoliv účel.

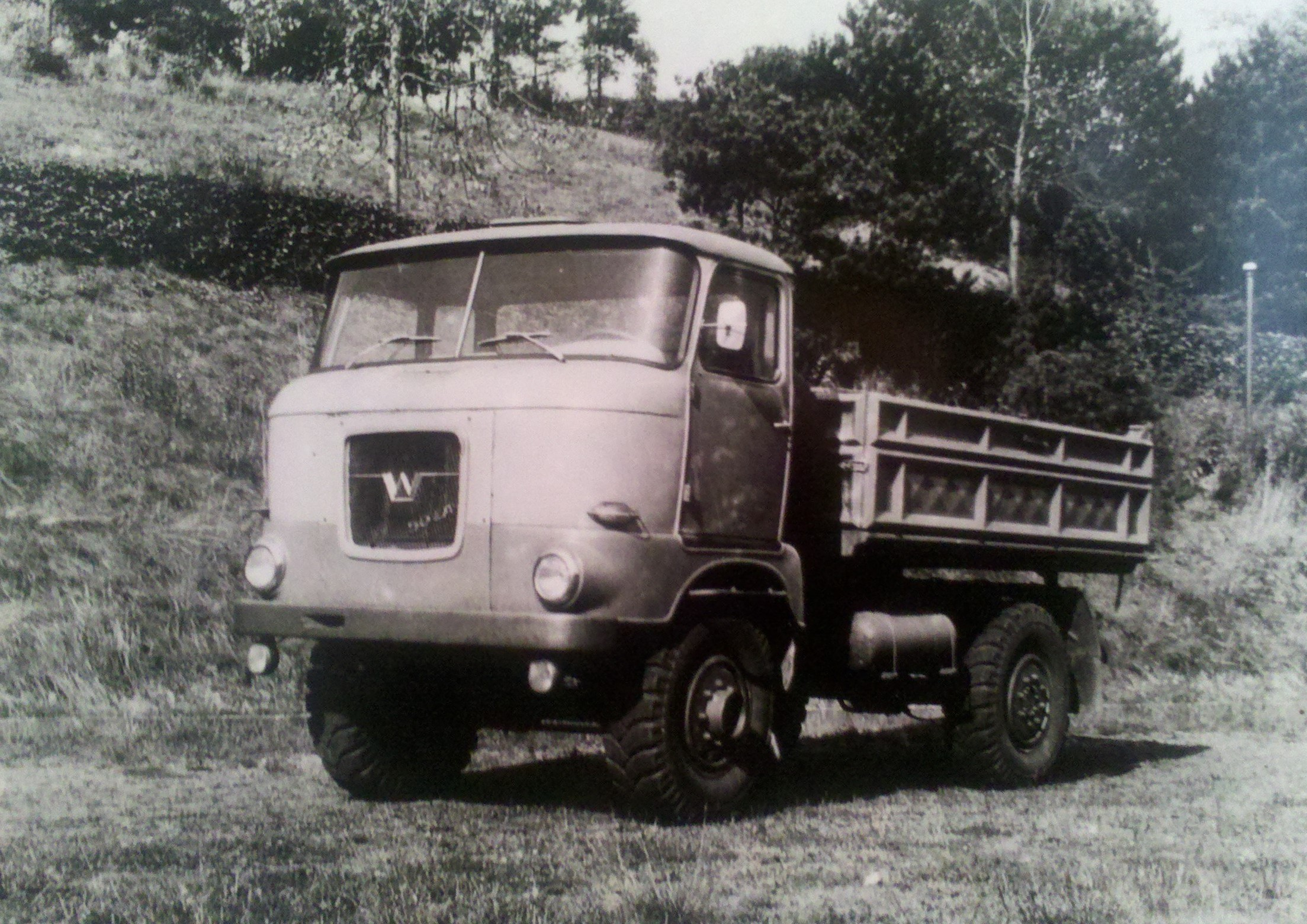
Prototyp W50
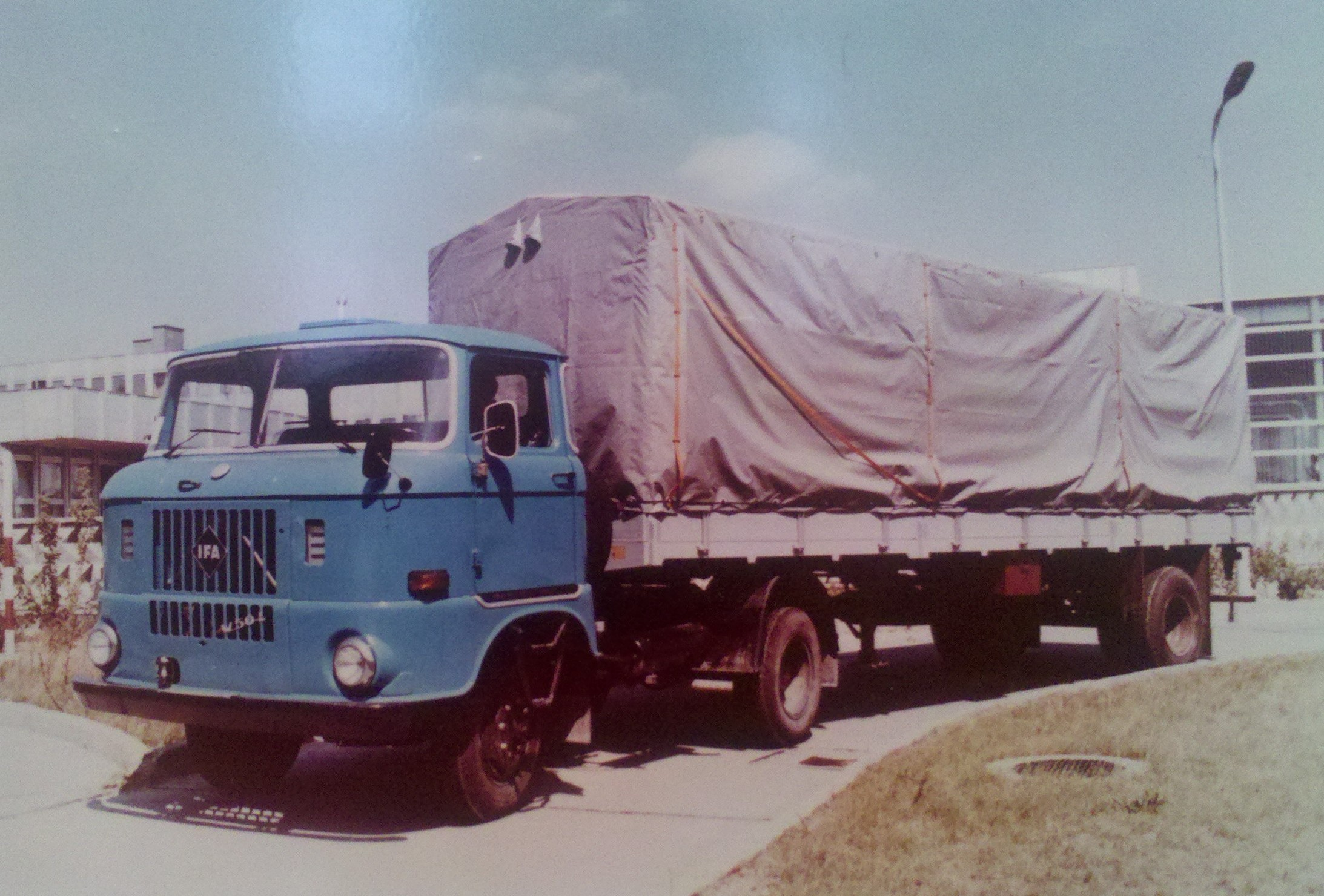
W50 L/S s návěsem HLS 100.02
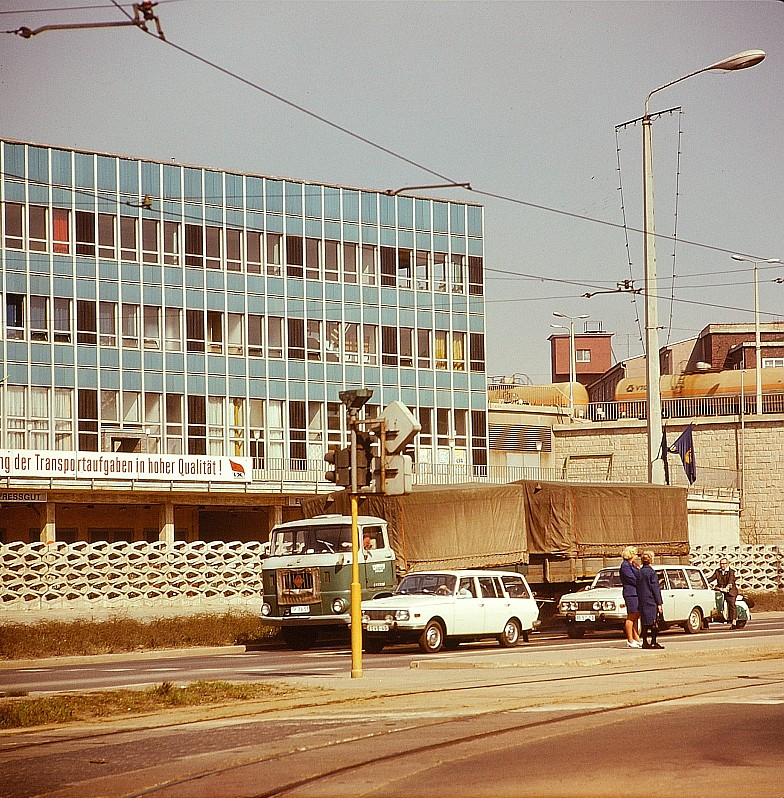
W50 L s přívěsem
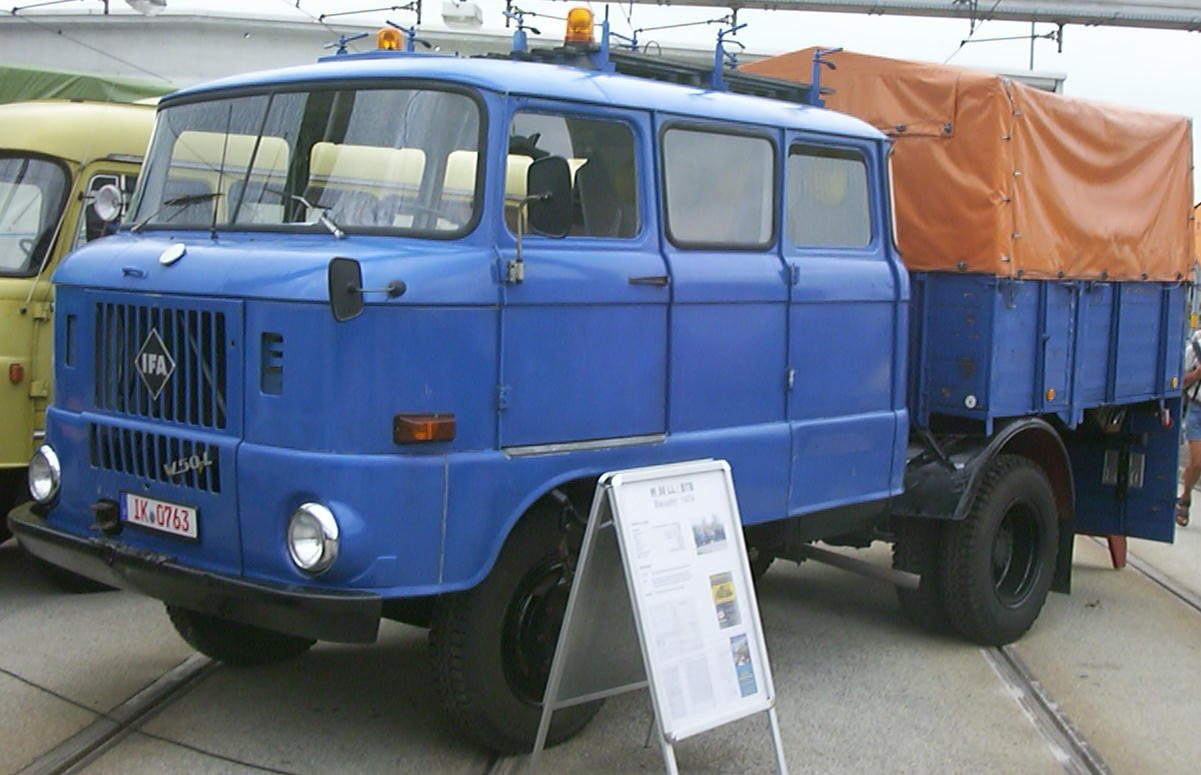
W50 BTP
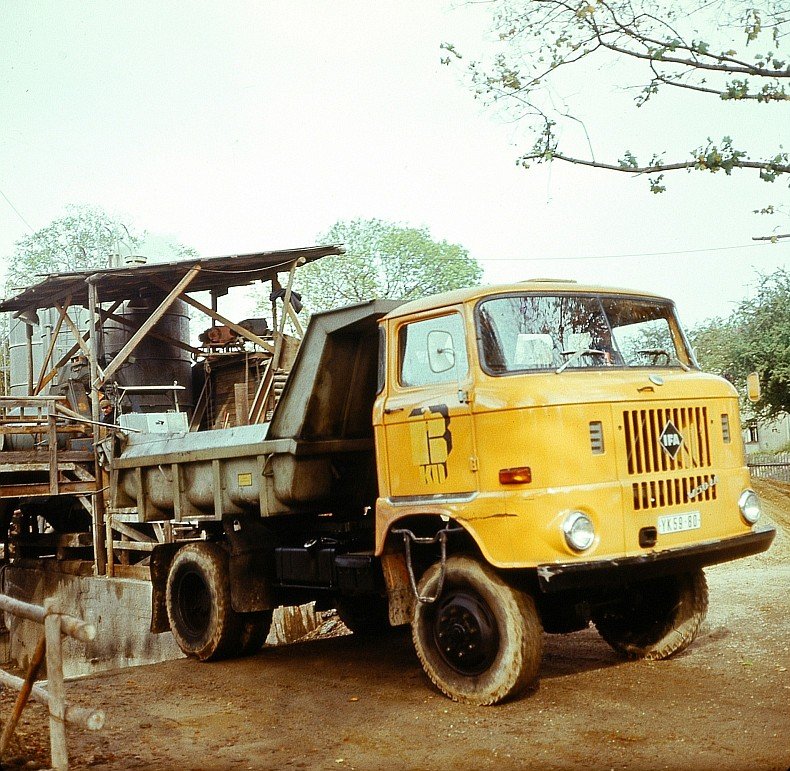
W50 LA/K-MK (sklápěč)
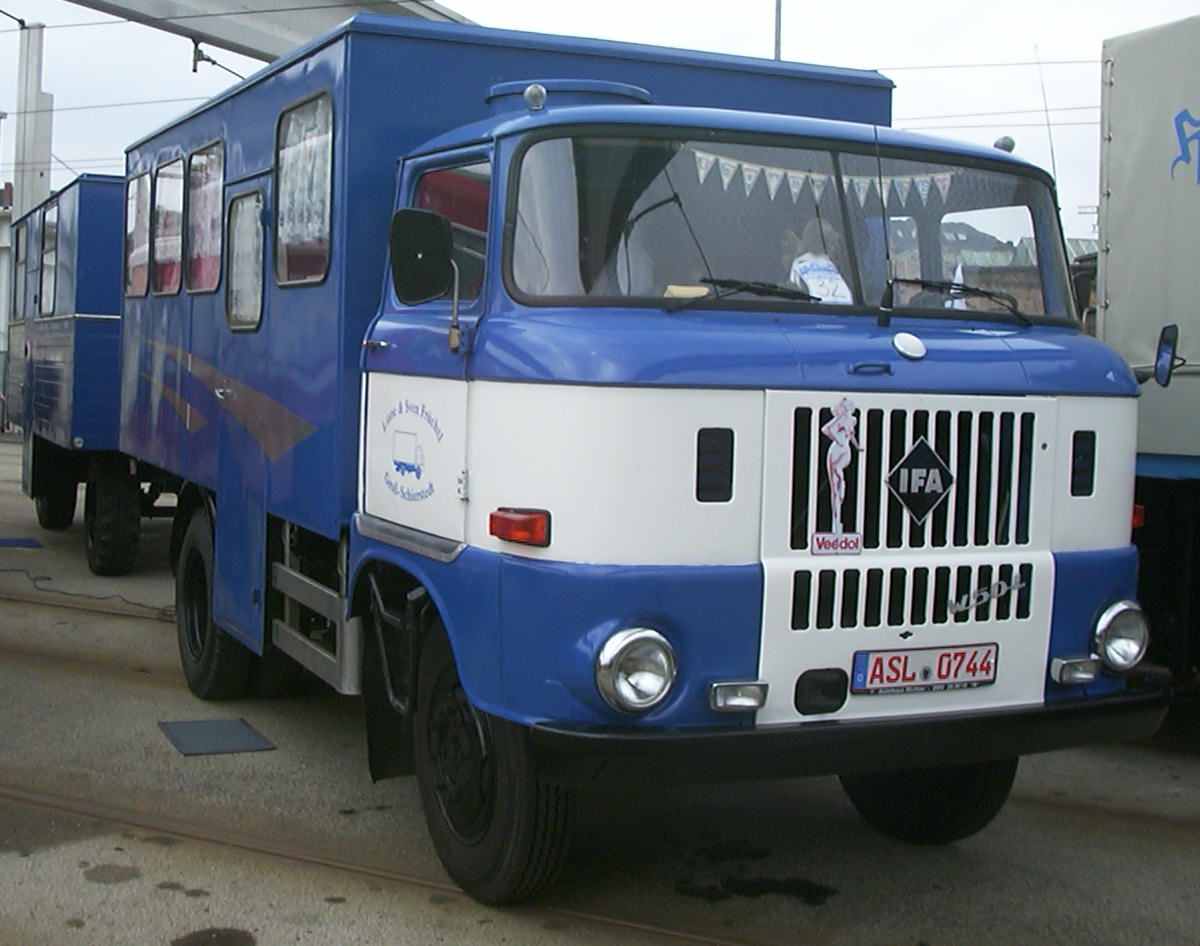
IFA se skříňovou nástavbou
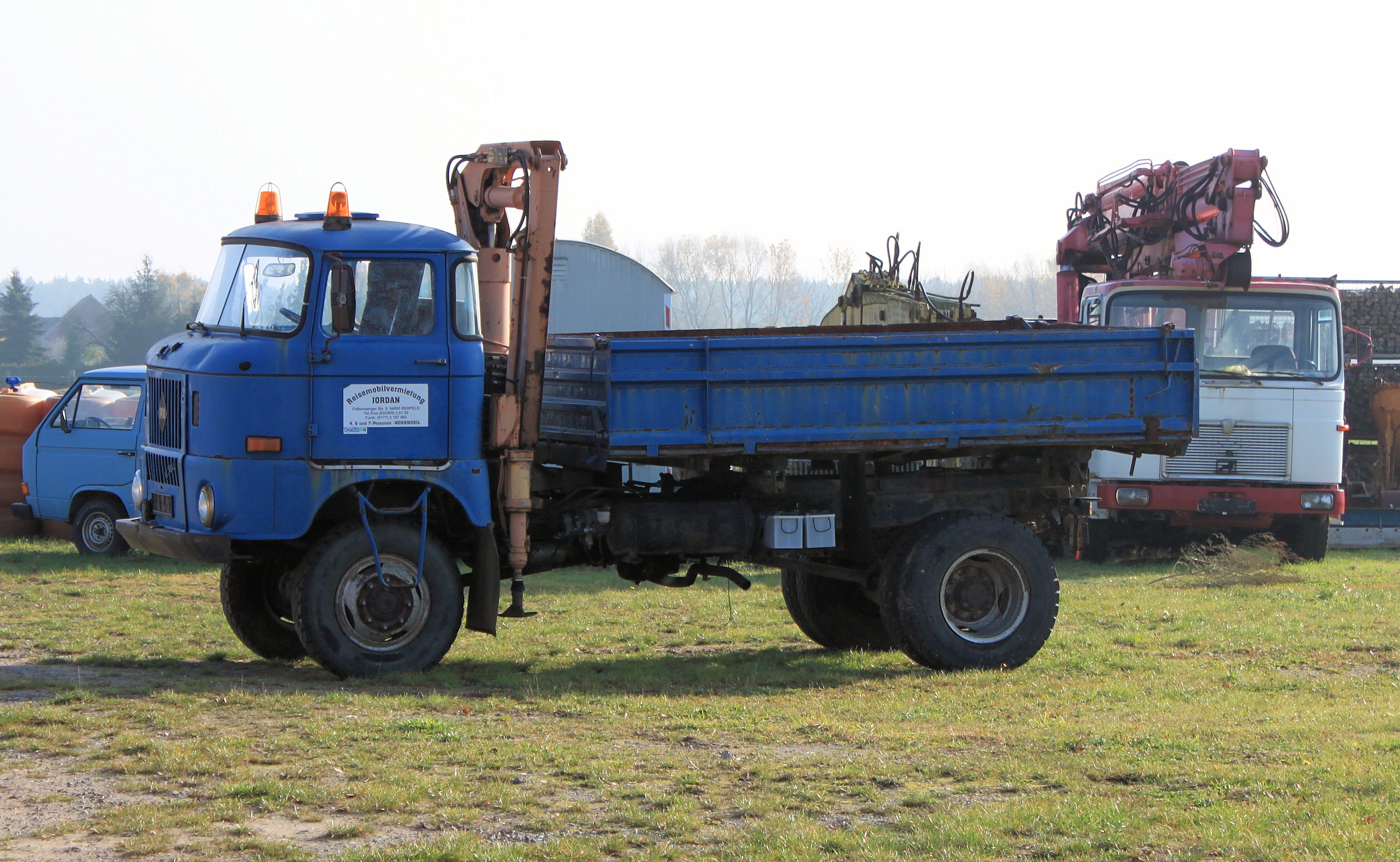
W50 L/K-LDK 1250 (třístranný sklápěč s jeřábem)
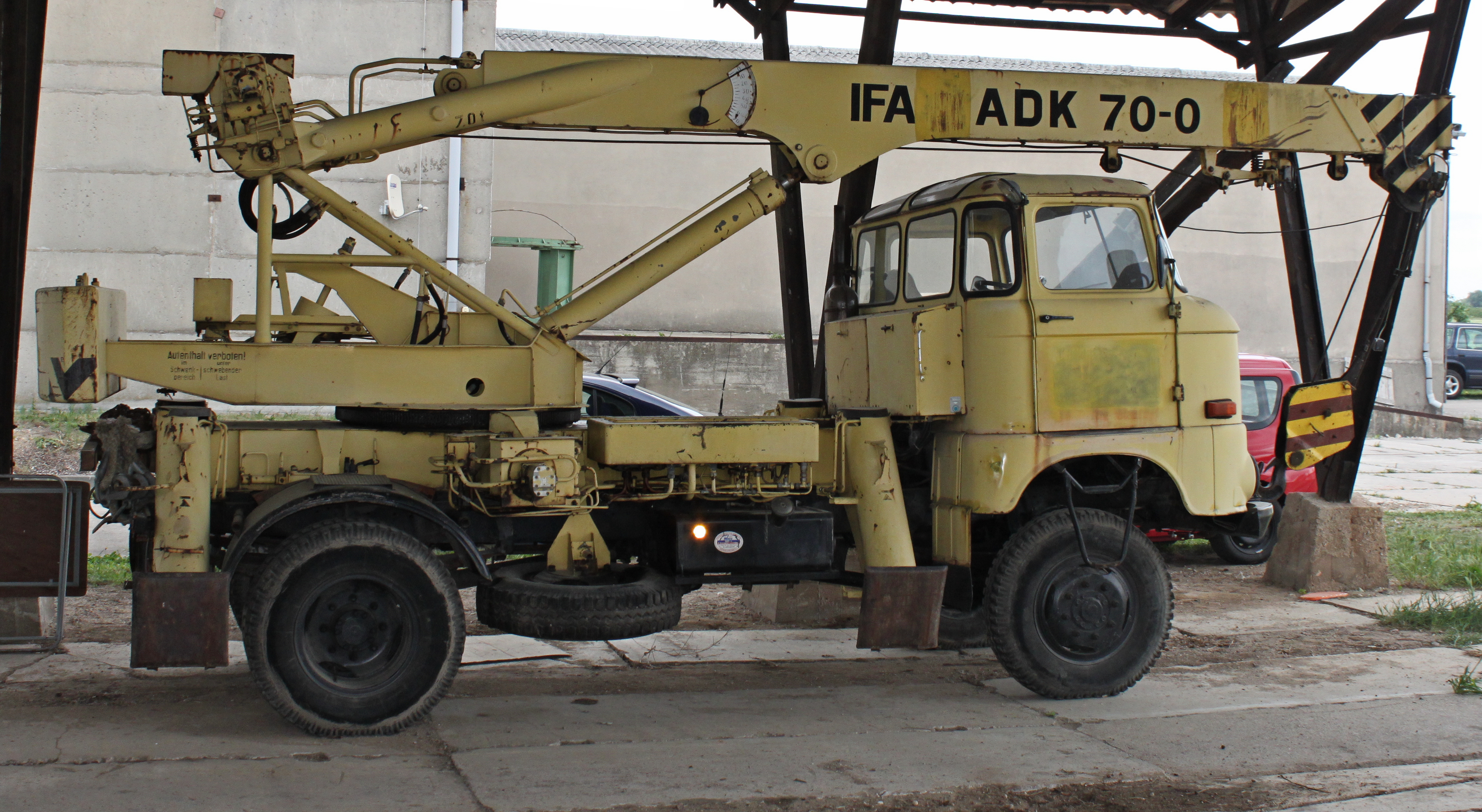
IFA s jeřábem Autodrehkran 70 měla větší rozvor a pohon všech kol
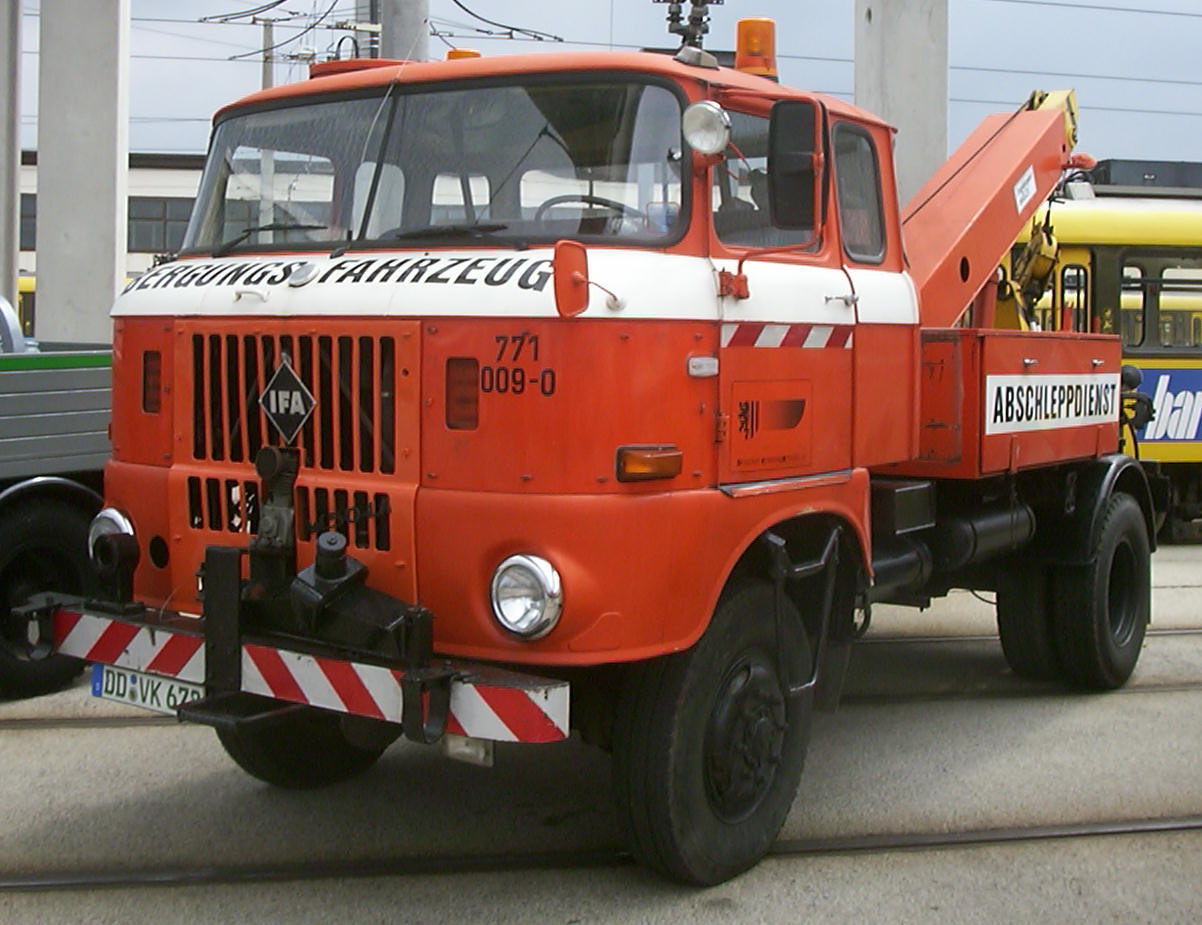
W50 LA/AB (vyprošťovací)
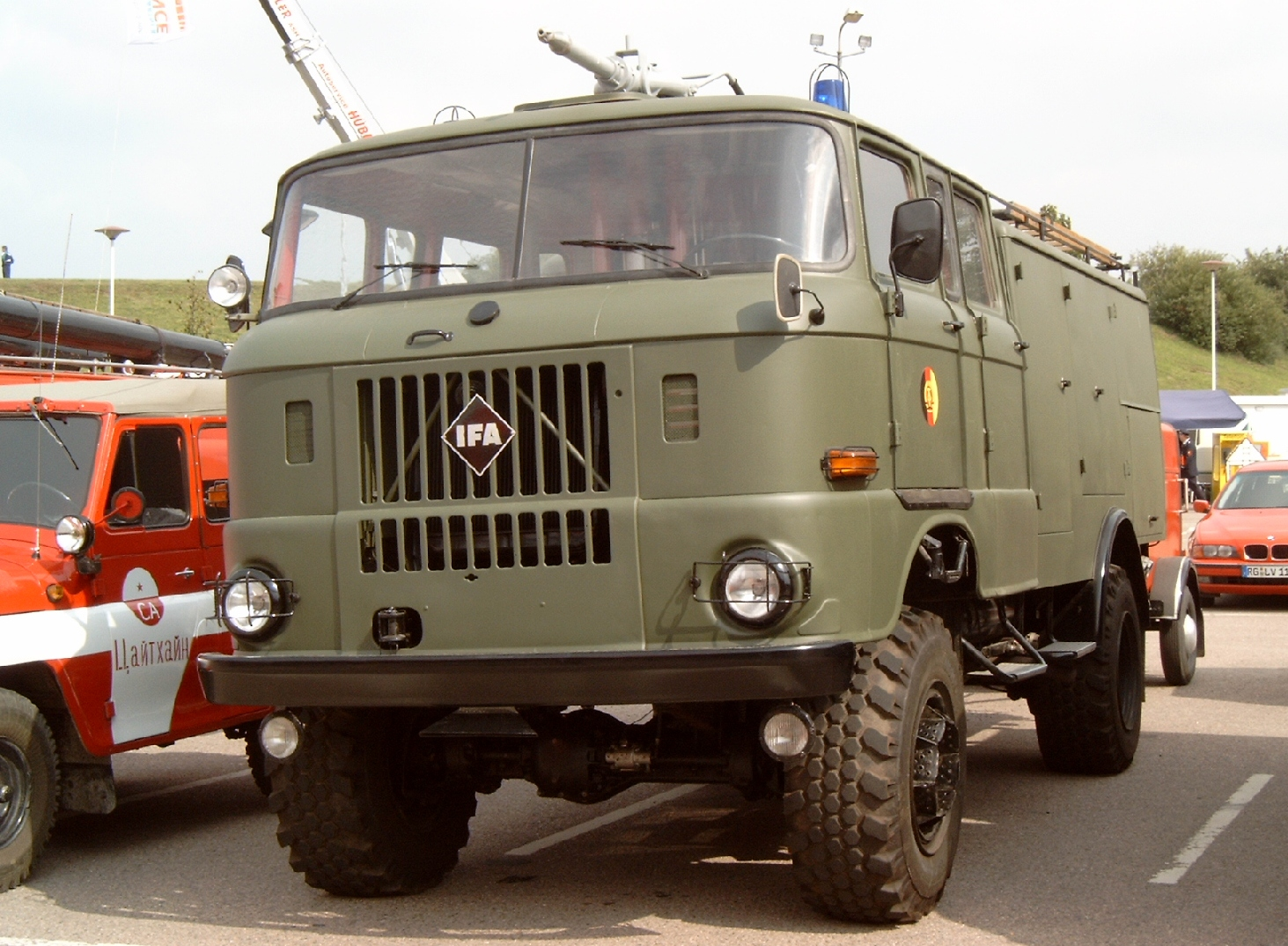
W50 TLF 16 východoněmecké armády s nízkotlakými pneumatikami
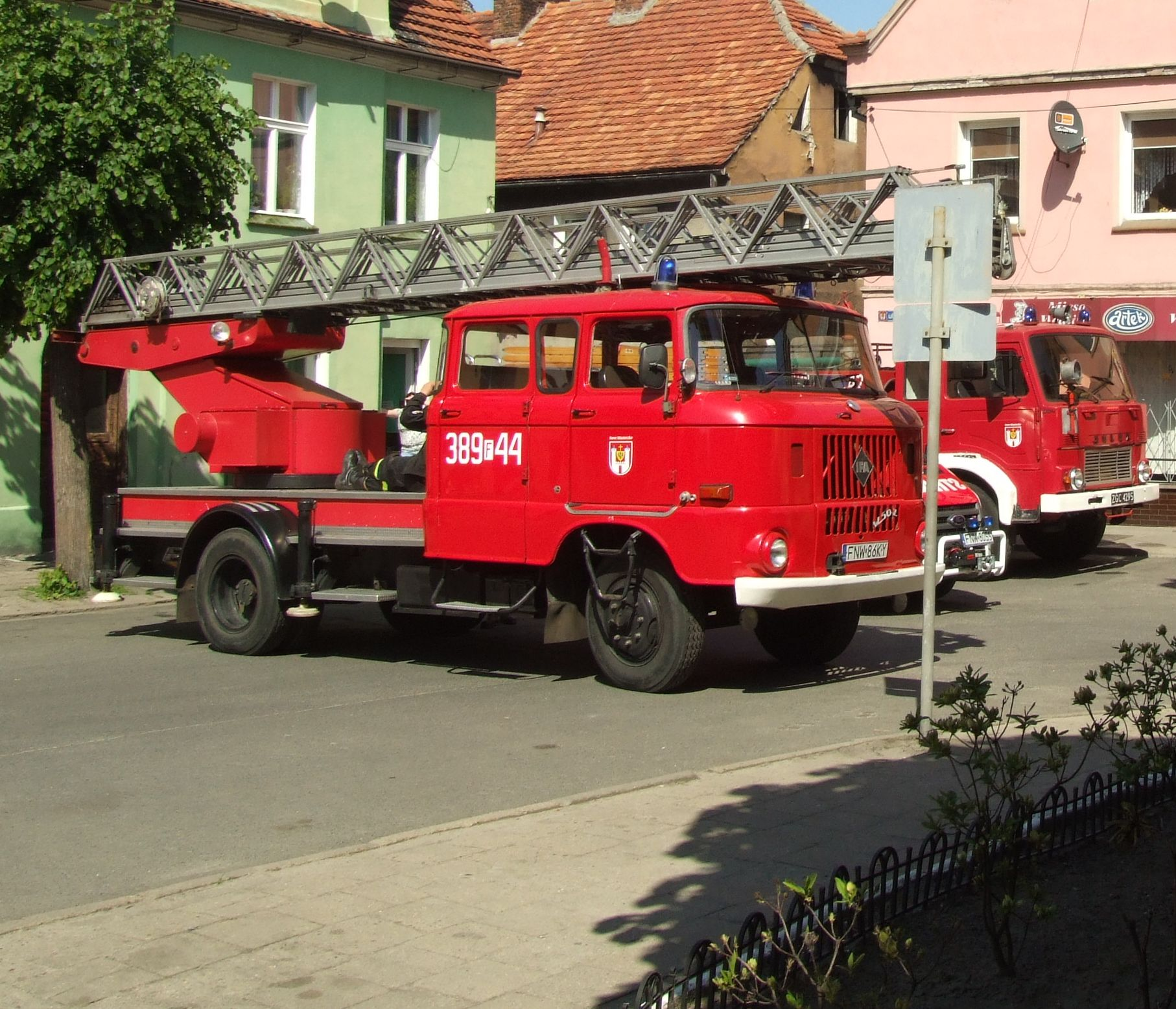
W50 DL 30 (hasičský žebřík)
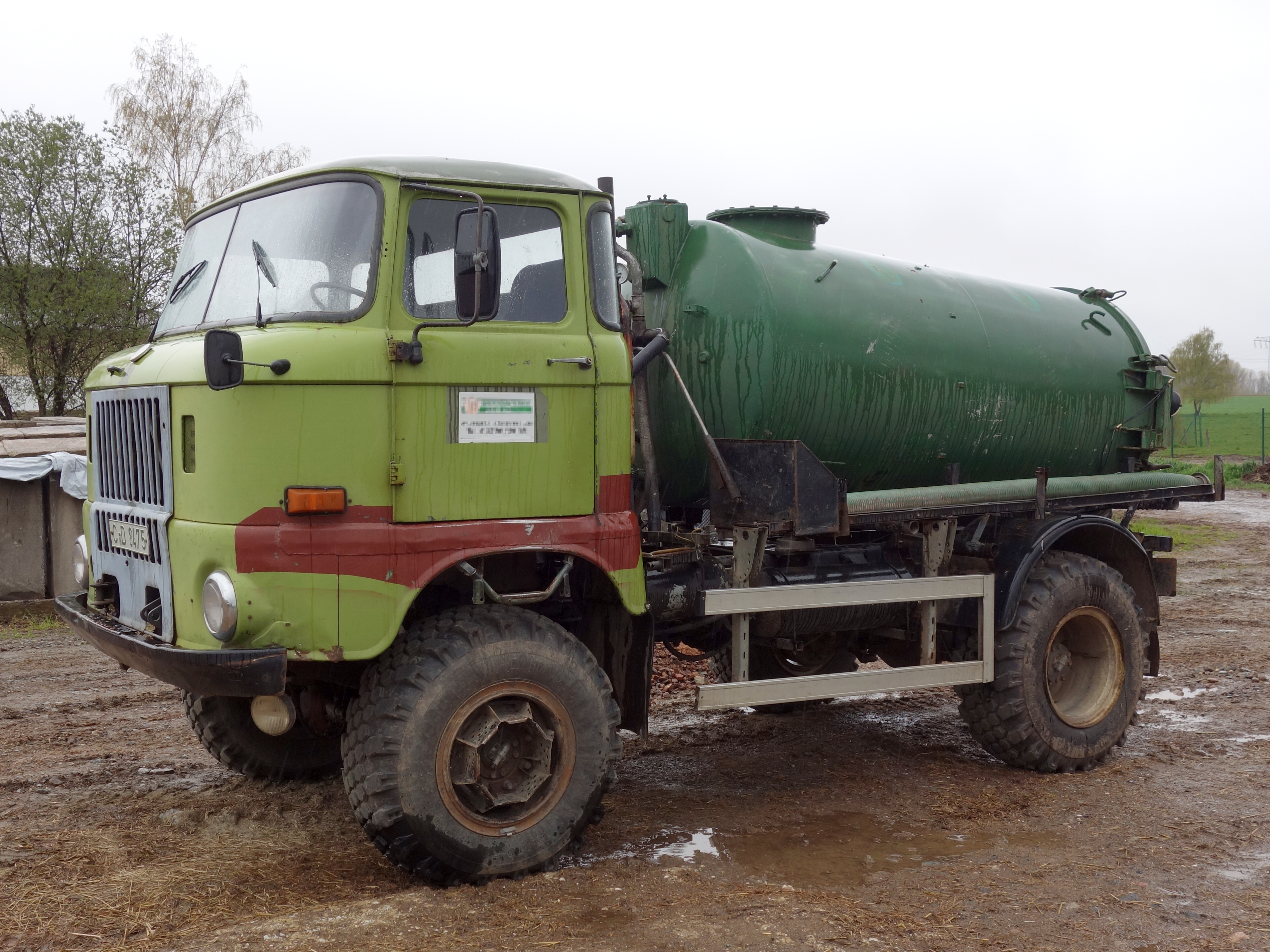
Fekální vozidlo IFA W50 LA/F
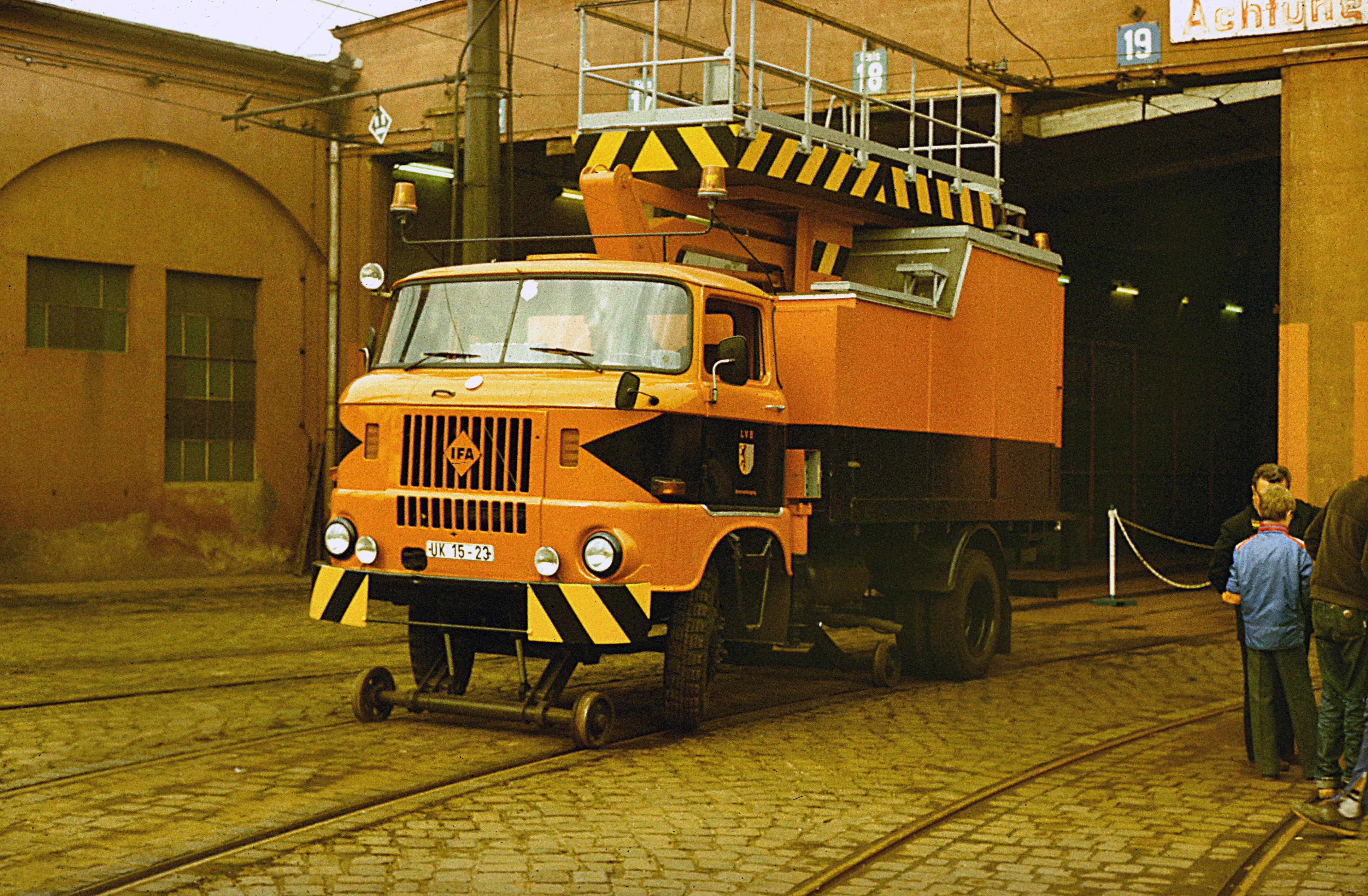
Inspekční vůz trolejového vedení, silniční a kolejové vozidlo
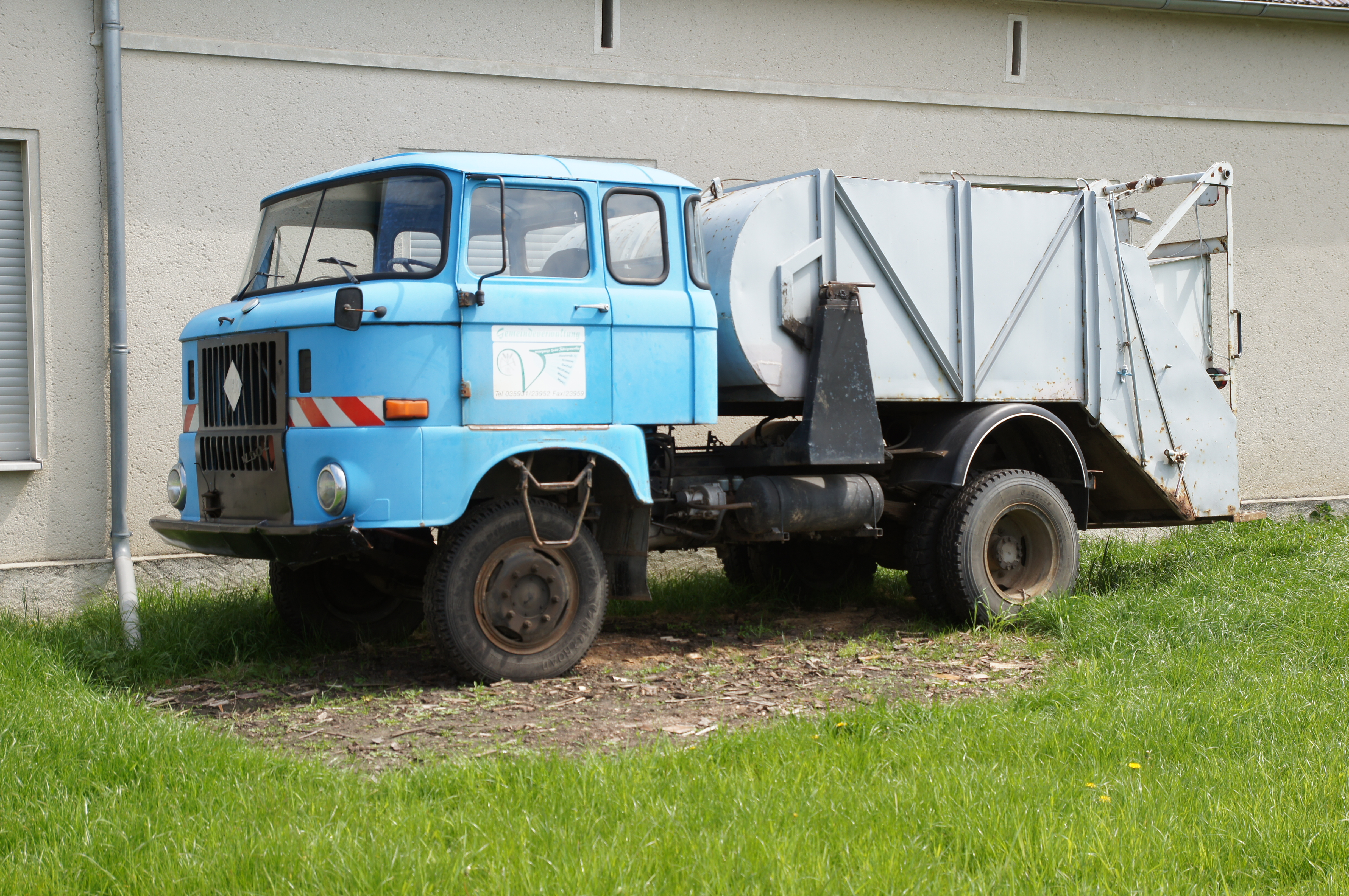
Popelářský vůz IFA W50